# Félix Darío León
Félix Darío León Núñez (Luque, Paraguay, 2 de mayo de 1961) es un exfutbolista paraguayo y entrenador de fútbol.  Como entrenador al frente del Club Guaraní logró el título de campeón del Torneo Apertura 2010.
El 12 de marzo de 2017 dirigió a Cerro Porteño de manera interina en el Clásico del fútbol paraguayo y fue con victoria 2-1 del conjunto Azulgrana.

## Clubes

### Como jugador
| Club                 | País      | Año       |
| -------------------- | --------- | --------- |
| Guaraní              | Paraguay  | 1980-1985 |
| Sportivo Luqueño     | Paraguay  | 1986      |
| Guaraní              | Paraguay  | 1987      |
| River Plate          | Paraguay  | 1988      |
| San Lorenzo          | Argentina | 1989-1990 |
| Deportivo Mandiyú    | Argentina | 1990      |
| Cerro Porteño        | Paraguay  | 1991-1992 |
| Deportes Antofagasta | Chile     | 1992-1993 |
| River Plate          | Paraguay  | 1994-1997 |

### Como técnico
| Club                                                     | País     | Año         |
| -------------------------------------------------------- | -------- | ----------- |
| Guaraní (Inferiores)                                     | Paraguay | 2004 - 2008 |
| Guaraní                                                  | Paraguay | 2008 - 2011 |
| Sportivo Luqueño                                         | Paraguay | 2012        |
| San Lorenzo                                              | Paraguay | 2012        |
| Cerro (PF)                                               | Paraguay | 2013        |
| 12 de Octubre                                            | Paraguay | 2014        |
| Deportivo Santaní                                        | Paraguay | 2014 - 2015 |
| 3 de Febrero                                             | Paraguay | 2015        |
| Deportivo Capiatá                                        | Paraguay | 2015 - 2016 |
| Sportivo Luqueño                                         | Paraguay | 2016        |
| Cerro Porteño (Coordinador de las Divisiones Inferiores) | Paraguay | 2016 - 2019 |

## Palmarés

### Como entrenador

#### Campeonatos nacionales
| Título          | Equipo  | País     | Año  |
| --------------- | ------- | -------- | ---- |
| Torneo Apertura | Guaraní | Paraguay | 2010 |

#### Campeonatos internacionales
| Título               | Equipo  | Sede   | Año  |
| -------------------- | ------- | ------ | ---- |
| Torneo de la Alcudia | Guaraní | España | 2006 |